# ヨハネス2世ドゥーカス
ヨハネス2世ドゥーカス（Ιωάννης Β' Δούκας, Ioannes II Doukas, ? - 1318年）は、テッサリア君主国の尊厳公（在位：1303年 - 1318年）。コンスタンティノス・ドゥーカスの子。中世ギリシア語の表記ではヨアニス2世ドゥカス。

## 生涯
1303年に父コンスタンティノスの後を継いで尊厳公（セバストクラトル）となる。1308年までは父の同盟者、叔父にあたるアテネ公ギイ2世ド・ラ・ロシュの後見を受けた。ギイの死後、妻に東ローマ帝国皇帝アンドロニコス2世パレオロゴスの娘エイレーネーを迎えているが、これは東ローマ側がテッサリアを併合する為の布石であった。ヨハネス自身、病弱であり、実権は自立傾向を強めていたテッサリアの有力者達によって掌握されていた。しかし彼らは東ローマ帝国に従う事もよしとしなかった為、隣国であるアテネ公国と同盟を結び、その君主をヨハネスの後見人にするなどしてテッサリア君主国の存続を支援した。
ヨハネス2世は1318年に後継者なく死去し、東ローマ帝国による併合が開始される。しかし血縁ではないながらドゥーカス・コムネノス・アンゲロス家同様に尊厳公の称号を名乗り、独立政権を樹立したステファノス・ガヴリイロプロスら有力者達の抵抗は続き、またエピロス専制公ジョヴァンニ2世オルシーニも干渉を重ねた。帝国が最終的に併合を完了するのは1335年頃の事である。